# Coupe des îles Féroé de football 2020
Navigation
Løgmanssteypið 2019 Løgmanssteypið 2021
La Coupe des Îles Féroé 2020 de football est la 66e édition de la Løgmanssteypið (Trophée du Premier Ministre) et a été créée en 1955. Le tenant du titre est le HB Tórshavn.
La finale du tournoi se dispute à Tórshavn au stade Tórsvøllur.
Le HB Tórshavn signe son 28e succès cette année.

## Qualification européenne
Le vainqueur de la Coupe des îles Féroé est qualifié pour le premier tour de qualification de la Ligue Europa Conférence 2021-2022. S'il est déjà qualifié pour cette compétition via la Betrideildin, le championnat offre une place européenne supplémentaire.

## Format
Prenant place entre les mois de juin et de décembre 2020, la compétition se décompose en cinq phases allant du premier tour jusqu'à la finale. Seules les équipes premières participent à la compétition.

## Clubs participants
| \| EBS 07V B36 HB B68 ÍF KÍ NSÍ TB VÍK SÍF B71 HOY ROY SUð MB UFF AB \| Localisation des clubs engagés dans la coupe nationale 2020. |
| EBS 07V B36 HB B68 ÍF KÍ NSÍ TB VÍK SÍF B71 HOY ROY SUð MB UFF AB                                                                    |

- AB Argir - Betrideildin
- B36 Tórshavn - Betrideildin
- EB/Streymur - Betrideildin
- HB Tórshavn - Betrideildin Tenant du Titre
- ÍF Fuglafjørður - Betrideildin
- KÍ Klaksvík - Betrideildin
- NSI Runavik - Betrideildin
- Skála ÍF - Betrideildin
- TB Tvøroyri - Betrideildin
- Víkingur Gøta - Betrideildin
- 07 Vestur - 1.deild
- B68 Toftir - 1.deild
- FC Hoyvík - 1.deild
- FC Suðuroy - 2.deild
- B71 Sandoy - 2.deild
- Royn Hvalba - 2.deild
- Undrið FF - 2.deild
- MB Miðvágur - 3.deild

## Résultats

### Premier tour
Quatre clubs engagés prennent part au premier tour. les quatorze équipes restantes passent directement en huitièmes de finale.
| Date         | Équipe 1    | Résultat | Équipe 2    |
| ------------ | ----------- | -------- | ----------- |
| 27 juin 2020 | FC Suðuroy  | 9 - 1    | Royn Hvalba |
| 27 juin 2020 | MB Miðvágur | 2 - 6    | Undrið FF   |

### Huitièmes de finale
| Date           | Équipe 1    | Résultat             | Équipe 2        |
| -------------- | ----------- | -------------------- | --------------- |
| 8 juillet 2020 | TB Tvøroyri | 1 - 0                | ÍF Fuglafjørður |
| 8 juillet 2020 | 07 Vestur   | 3 - 1                | FC Suðuroy      |
| 8 juillet 2020 | B68 Toftir  | 0 - 2                | Víkingur Gøta   |
| 8 juillet 2020 | AB Argir    | 4 - 1                | Undrið FF       |
| 8 juillet 2020 | Skála ÍF    | 4 - 3                | FC Hoyvík       |
| 8 juillet 2020 | KÍ Klaksvík | 1 - 1 ap (4 - 5 tab) | HB Tórshavn     |
| 8 juillet 2020 | EB/Streymur | 1 - 1 ap (3 - 5 tab) | NSÍ Runavík     |
| 8 juillet 2020 | B71 Sandoy  | 2 - 7                | B36 Tórshavn    |

### Quarts de finale
| Date             | Équipe 1      | Résultat             | Équipe 2    |
| ---------------- | ------------- | -------------------- | ----------- |
| 25 novembre 2020 | Víkingur Gøta | 1 - 0                | TB Tvøroyri |
| 25 novembre 2020 | 07 Vestur     | 1 - 1 ap (4 - 5 tab) | HB Tórshavn |
| 25 novembre 2020 | B36 Tórshavn  | 3 - 0                | AB Argir    |
| 25 novembre 2020 | NSÍ Runavík   | 1 - 0                | Skála ÍF    |

### Demi-finales
| Date             | Équipe 1      | Résultat | Équipe 2     |
| ---------------- | ------------- | -------- | ------------ |
| 28 novembre 2020 | Víkingur Gøta | 2 - 1    | B36 Tórshavn |
| 29 novembre 2020 | NSÍ Runavík   | 1 - 3    | HB Tórshavn  |

### Finale
| 5 décembre 2020 | Víkingur Gøta | 0 - 2   | HB Tórshavn                                          | Tórsvøllur, Tórshavn                                   |                                                        |
| 15h00           |               | (0 - 1) | 24e (csc) Gunnar Vatnhamar (en) · 55e Mads Mikkelsen | Spectateurs : 1 100 Arbitrage : Jóhan Hendrik Ellefsen | Spectateurs : 1 100 Arbitrage : Jóhan Hendrik Ellefsen |
| 15h00           | Rapport       |         |                                                      | Spectateurs : 1 100 Arbitrage : Jóhan Hendrik Ellefsen | Spectateurs : 1 100 Arbitrage : Jóhan Hendrik Ellefsen |

### Classement des buteurs
| # | Buteur                 | Club         | Buts |
| - | ---------------------- | ------------ | ---- |
| 1 | Símun Pætur Johannesen | Undrið FF    | 3    |
| 1 | Villiam Klein          | FC Hoyvík    | 3    |
| 1 | Dávid Lisberg          | FC Suðuroy   | 3    |
| 1 | Ari Poulsen            | FC Suðuroy   | 3    |
| 1 | Stefan Radosavljevic   | B36 Tórshavn | 3    |

Source : Classement officiel sur le site de la FSF